# プロレスリング・アイアン
プロレスリング・アイアン（Pro-Wretling Iron、略称：PWI）は、アメリカ合衆国のカリフォルニア州サンフランシスコを拠点としていたプロレス団体。

## 歴史
2002年、マイケル・モデストがタッグパートナーのドノバン・モーガンと共にAPW所属選手の大半を引き連れて設立。同年、サンフランシスコで旗揚げ戦を開催。
日本のプロレスリング・ノアの常連外国人選手だったモデストとモーガンが日本のプロレスの影響を強く受けており、日本のプロレスのスタイルを踏襲している。ロゴマークもノアの強い影響をうかがわせるデザインである。団体名の「IRON」が日本語で鉄を意味する事から「鉄」の1文字が大きく取り入られており、これは彼等が日本文化にも興味を持っていたためである。
興行においてもノアが全面的に協力をしており、互いに選手を派遣している他に合同レスリングキャンプも行っている。アメリカの一地方小規模プロレス団体でありながら、日本人大物選手である三沢光晴、小橋建太、小川良成などが参加してGHCタッグ選手権試合も行われるという珍しい現象となった。
2005年、解散。

## 所属選手
- マイケル・モデスト
- ドノバン・モーガン